# Гварамия, Алеко Алексеевич
Алеко Алексеевич Гварамия (абх. Алеко Гәарамиа; род. 7 сентября 1940, с. Гуп Очамчырский район) — ректор Абхазского государственного университета, профессор, доктор физико-математических наук, академик Академии наук Абхазии и Адыгской международной академии наук.

## Биография
Родился 7 сентября 1940 года с. Гуп Очамчырского района Абхазская автономная республика, Грузинский ССР.
Окончил ткварчельскую среднюю школу № 2 и поступил в Сухумский государственный педагогический институт на математический факультет. С третьего курса стал посещать исследовательские семинары кафедры высшей алгебры Московского государственного университета. На четвёртом курсе написал первую научную работу, с которой выступил на Всесоюзном алгебраическом коллоквиуме в Белорусском университете.
Учился в аспирантуре на кафедре алгебры и теории чисел под руководством известного алгебраиста Л. Куликова. В Молдавской энциклопедии назван одним из лучших учеников известного математика, профессора В. Белоусова.
В 1967 году в Москве защитил кандидатскую диссертацию на тему «Исследование некоторых классов квазигрупп с тождествами», докторскую на тему «Аксиоматизированные классы квазигрупп и многосортная универсальная алгебра» — в 1985 году в Новосибирске, в Институте математики Сибирского отделения АН СССР. Несколько лет работал в вузах Германии, где подготовил четырёх докторов наук. Читал лекции в 17 университетах мира (Московском, Берлинском, Лейпцигском, Потсдамском, Софийском, Будапештском и др. университетах).
Написал ряд фундаментальных научных работ в области современной алгебры, относящихся к решению алгоритмических проблем и функциональных уравнений в квазигруппах, изучению частичных тождеств, различных отображений квазигрупп, установлению критериев инвариантности аксиоматизируемых классов квазигрупп при изотопии, описанию классов представлений групп и квазигрупп, к различным проблемам теории многосортных алгебр. Исследования А. А. Гварамия связывающие теорию квазигрупп с абстрактной теорией автоматов, открывают новое, перспективное направление в прикладных вопросах математики.
В 1986 году ВАК при Совете Министров СССР присвоил ученое звание профессора.
С 1989 года на должности ректора Абхазского государственного университета. Благодаря его инициативе и международному авторитету в сложные для Абхазии годы Абхазского университету удалось наладить образовательные и научные связи с рядом вузов и научных центров России и других стран. Избирался депутатом парламента Абхазии (1991—1996), активно участвует в общественных и политических процессах в  Абхазии.
В 1992 году избран академиком, членом президиума, руководителем отделения математики, механики и информатики Адыгской международной академии наук (АМАН).
С 2010 года — член Общественной палаты Абхазии.
Почётный профессор МГУ (2013).

## Семья
Женат, имеет сына. Есть сестра — Ирина Гварамия, Галина Гварамия

## Публикации и труды
Является автором более сотни публикаций в ведущих математических изданиях СССР, России, США, Венгрии, Германии, Болгарии, Польши, Израиля, Югославии. Среди них статьи, монографии, учебные пособия для вузов.
- «Алгебраические структуры в теориях автоматов и баз данных». Сингапур, Нью-Джерси, Лондон, Гонконг, Мировая наука. 1992
- «Элементы алгебраической теории автоматов» М., Высшая школа. 1994.
- О линейных представлениях квазигрупп (А. А. Гварамия, Б. И. Плоткин) //Фундамент. и прикл. матем., 15:3 (2009), 113—118
- Классы групповых представлений, аксиоматизируемых в логике действия (А. А. Гварамия, Б. И. Плоткин) // Фундамент. и прикл. матем., 11:2 (2005), 73-85
- Представления квазигрупп и квазигрупповые автоматы (А. А. Гварамия) //Фундамент. и прикл. матем., 3:3 (1997), 775—800
- Алгебры Халмоша и аксиоматизируемые классы квазигрупп (А. А. Гварамия) //УМН, 40:4(244) (1985), 215—216
- Первый Всесоюзный симпозиум по теории квазигрупп и её приложениям (В. Д. Белоусов, А. А. Гварамия) //УМН, 23:6(144) (1968), 197—199